# فلاکو
فلاکو (انگلیسی: Flaco؛ زادهٔ ۲۴ مهٔ ۱۹۶۶) بازیکن فوتبال اهل اسپانیا است.
از باشگاه‌هایی که در آن بازی کرده‌است می‌توان به باشگاه فوتبال مولده و باشگاه فوتبال رایو وایکانو اشاره کرد.